# Okrestina
Okrestina (russe : Окрестина) ou Akrestsina (biélorusse : Акрэсціна) est une prison biélorusse située dans le sud-ouest de Minsk.

## Centre de détention
Okrestina, située dans le sud-ouest de Minsk, en Biélorussie, est une prison connue pour être un centre de détention des militants et opposants politiques au régime d'Alexandre Loukachenko et connue également pour les traitements inhumains et les tortures qui y sont infligées : humiliations, passages à tabac,  menaces de viol, privation de nourriture, absence d'hygiène et surpopulation, etc.,,,.

Un manifestant montre ses contusions dues aux tortures subies à Okrestina, en 2020
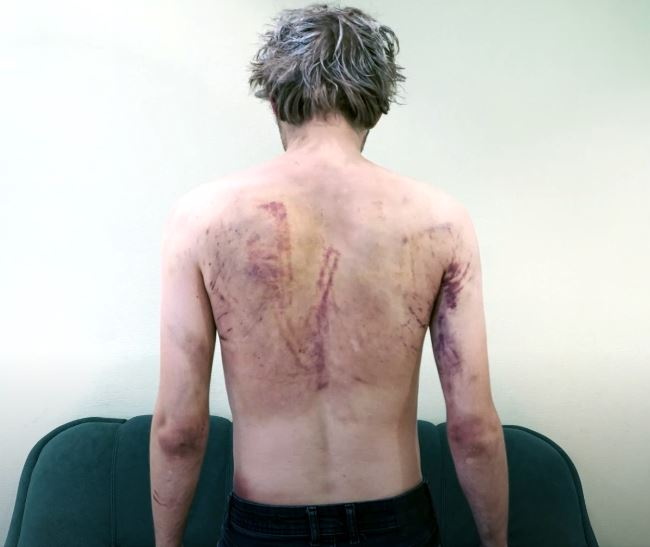
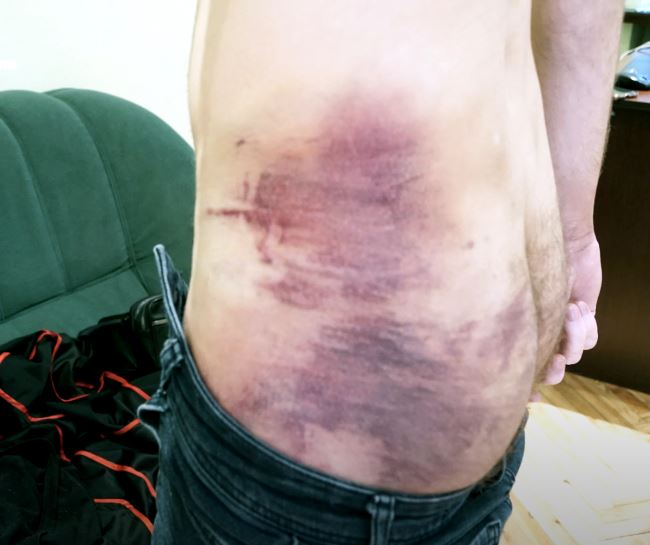